# Lazuri de Beiuș
Lazuri de Beiuș è un comune della Romania di 1 735 abitanti, ubicato nel distretto di Bihor, nella regione storica della Transilvania.
Il comune è formato dall'unione di 4 villaggi: Băleni, Cusuiuș, Hinchiriș, Lazuri de Beiuș.